# Никола Ракојевић
Никола „Пецо” Ракојевић (Никшић, 15. јануара 1958) јесте бивши југословенски и црногорски фудбалер, а данашњи фудбалски тренер.

## Каријера
Ракојевић је тренерским послом почео да се бави у Сутјесци, водећи екипу у сезони 1992/93. "Плаво-белима" се враћао касније у неколико наврата - од 2008. до 2010. године, од јануара до априла 2011. и од 2017. године.
Водио је углавном клубове из Црне Горе (Рудар, Зета, Ловћен, Будућност, Младост), Србије (Хајдук Кула, Врбас, Чукарички, Будућност Банатски Двор, Банат Зрењанин) а био је и у БиХ (Борац Бања Лука). Такође је био и селектор младе репрезентације СР Југославије (2000-2001).
Са екипом Младости је у сезони 2015/16. освојио титулу првака Црне Горе.
Добитник је награде за најбољег тренера у Црној Гори за 2016. годину.

## Тренерски успеси
Младост Подгорица
- Првенство Црне Горе: 2015/16.